# Шейн Кодд
Шейн Кодд (нар. 21 грудня 1997) — ірландський ді-джей та музичний продюсер законтрактований з Polydor Records. Відомий піснею «Get Out My Head», котра досягла топ 10 в Ірландії та Британії у січні 2021.